# 西蒙·考克斯
西蒙·理察·確斯（英語：Simon Richard Cox，1987年4月28日—），出生於英格蘭伯克郡的雷丁，愛爾蘭足球運動員，司職前鋒，現效力澳大利亞職業足球聯賽球隊西悉尼流浪者。

## 生平

### 早期
確斯在雷丁郊區小鎮蒂莱霍斯特（Tilehurst）出生，於年僅8歲時被雷丁教練凯文·狄龙（Kevin Dillon）發掘及羅致旗下。

### 雷丁
2005年9月20日確斯首次為雷丁一隊上陣，在聯賽盃主場1-0擊敗盧頓，於完場前後補登場。在為一隊在聯賽盃後補上陣兩場後，已屆18歲的確斯於11月18日簽署首份職業合約，留效直到2007年夏季。在球季結束前再獲機會在兩場足總盃及兩場聯賽後補上陣。
2006/07年球季雷丁升級到英超作賽，確斯未能在一隊佔一席位，於2006年9月11日獲外借到英甲球會賓福特1個月汲取上陣經驗，他獲派5次上陣，包括4場聯賽及1場聯賽盃，但不幸於9月26日對陣米禾爾時斷腳，腓骨有裂痕而預計需養傷1個月，確斯提前結束外借返回雷丁。腳傷痊癒後確斯先在預備隊上陣兩場後，於11月22日再次返回賓福特協助球隊保級，外借期直到2007年1月8日才結束，期間上陣9場。回到雷丁後，於1月27日在足總盃作客3-2淘汰伯明翰城，確斯於下半場後補入替入球功臣之一的戴夫·傑臣。3月22日確斯一季內第三次外借，加盟另一支英甲球會諾咸頓，為期1個月，隊中還有另一名由雷丁外借的隊友阿列克斯·皮尔斯（Alex Pearce），4月7日作客2-0擊敗奧連特，確斯於12分鐘首開紀錄射入處子入球；4月14日作客黑池，確斯再次先拔頭籌，但最終1-4敗陣而回；4月21日主場對車士打菲特，確斯一箭定江山；在4場比賽射入3球後，諾咸頓與雷丁協議延長借用直到球季結束，參與餘下的兩輪比賽。
2007年7月4日確斯續簽一年新約，留隊直到2007/08年球季結束。雷丁在季前到南韓參加兩年一度的和平盃（Peace Cup），7月16日分組賽第二場對法甲五連冠里昂，確斯獲派正選上陣，更在下半場62分鐘一箭定江山，協助球隊小勝最終奪冠的里昂1-0。8月28日聯賽盃第二圈作客對史雲斯，確斯於加時後補入替，最終1-0險勝過關。8月31日確斯再被外借到英甲球會史雲頓，為期6個月。9月4日首場上陣對賓福特即射入一球，協助球隊大勝4-1在聯賽錦標晉級第二圈；確斯延續其上季尾的入球氣勢，在外借期間上陣21場，合共射入9球，包括在10月6日對基寧咸射入兩球。借用期滿確斯返回雷丁，於2008年1月15日足總盃第三圈重賽主場出戰熱刺，新任英格蘭主帥卡比路亦在座，落後0-1的雷丁於半場調入確斯取代首次正選上陣的中堅阿列克斯·皮尔斯，確斯擔任右翼加強攻力，雖然未能平反敗局，賽後仍然獲得領隊郭甫的稱讚。

### 史雲頓
2008年1月31日轉會窗關閉前，確斯終於與史雲頓達成個人薪酬協議，簽約兩年半，轉會費金額沒有透露，據報超過20萬英鎊，加盟後確斯表示希望在餘下球季再射入6球，達到其個人目標的每季15球。5月4日聯賽煞科日主場2-1擊敗米禾爾，確斯射入一球十二碼，是他正式加盟後的第六球，亦剛好達到他每季射入15球的目標。
史雲頓到奧地利作季前熱身賽，2008年7月11日首場對布加勒斯特星隊，確斯射入一球，雙方2-2平手完場；7月14日次場對應屆歐聯八強土耳其的費倫巴治，基士文為費倫巴治先拔頭籌，確斯25碼外「窩利」射入扳平1-1，兩戰入兩球，而史雲頓亦保持不敗。開季前確斯為手部一塊碎骨進行手術。
2008/09年球季確斯大爆發，效力史雲頓首個完整球季，在各項比賽合共射入32球，比季前預測的25球還要多，其中29個聯賽入球是球隊總入球68球的4成有多，使他與布里斯托流浪的瑞奇·兰伯特併列英甲首席射手。2009年1月27日主場3-2擊敗華素爾，為新任領隊丹尼·威爾遜（Danny Wilson）帶來首場勝仗，確斯25碼的「笠」射被譽為有柏金的入球風格。季內確斯三次造出帽子戲法，均為作客比賽，分別為2008年10月3日3-3賽和哈特普爾、11月1日3-3賽和斯肯索普及2009年3月24日4-3擊敗諾咸頓。確斯出色的表現使他獲選10月份「英甲每月最佳球員」。
史雲頓警告其他球會不要打確斯主意，仍然有一年合約在身的確斯，在簽約時未足21歲，就算約滿後轉會，史雲頓仍可收取補償金，史雲頓為確斯估值超過100萬英鎊，但球季結束後不絕的轉會傳聞亦迫令史雲頓作出打算，史雲頓亦拒絕了重返英冠的莱斯特城及蘇超領頭羊些路迪的收購要求。

### 西布朗
2009年7月8日確斯轉投剛降級英冠球會西布朗，轉會費初步為150萬英鎊，按表現可增加到190萬英鎊，簽約兩年。

### 諾定咸森林
2012年8月11日確斯加盟英冠球會諾定咸森林，轉會費金额沒有公佈，合約為期三年。

## 榮譽
雷丁
- 英格蘭足球冠軍聯賽冠軍：2005/06年[43]；

## 外部連結
- 西蒙·確斯於諾定咸森林官網簡歷 （英文）
- 史雲頓官網：西蒙·確斯簡歷 （英文）
- 雷丁官網：西蒙·確斯簡歷 （英文）
- 足球数据库：西蒙·確斯的球员统计数据 （英文）